# Gens Aurelia
De gens Aurelia (Latijn: zij die van goud zijn) was vanaf ongeveer de 1e eeuw v.Chr. een invloedrijke Romeinse familie van patriciërs, die een groot aantal consuls voortbracht. Drie leden van deze familie werden zelfs tot keizer gekozen. De mannen kregen de naam Aurelius, en de vrouwen de naam Aurelia.

## Cognominain degens Aurelia
- Cotta
- Fulvus

## Bekende leden van degens Aurelia
- Gaius Aurelius Cotta (consul in 200 v.Chr.)
- Gaius Aurelius Cotta (consul in 252 v.Chr.)
- Lucius Aurelius Cotta (consul in 119 v.Chr.)
- Gaius Aurelius Cotta (consul in 75 v.Chr.)
- Marcus Aurelius Cotta
- Lucius Aurelius Orestes
- Titus Aurelius Fulvus (consul 85)
- Titus Aurelius Fulvus (consul 89)
- keizer Antoninus Pius
- keizer Marcus Aurelius
- keizer Commodus
- Lucius Aurelius Gallus
- keizer Aurelianus
- Aurelius Prudentius Clemens
- Ambrosius Aurelianus
- de heilige Aurelius van Carthago

## Bekende vrouwen van degens Aurelii
- Aurelia Cotta
- Annia Aurelia Galeria Lucilla